# Delomerista walkleyae
Delomerista walkleyae är en stekelart som beskrevs av Gupta 1982. Delomerista walkleyae ingår i släktet Delomerista och familjen brokparasitsteklar. Inga underarter finns listade i Catalogue of Life.